# Валентин Бубукин
Валентин Бубукин (на руски: Валентин Бубукин) е съветски футболист и треньор.

## Кариера
Бубукин е роден в Москва. От детство обича футбол, баскетбол, хокей и други спортове. През 1947 г. на постъпва в Московската школа „Криля Советов“ като централен нападател.
През 1952 г. се присъединява към отбора на Военновъздушните сили в Москва, където играе за дублиращия отбор. През 1953 г. преминава в Локомотив Москва, където треньор е Борис Аркадиев. През 1957 г. Бубукин става автор на победния гол във финалния мач за купата на СССР със Спартак Москва, като поразява вратата в 19-ата минута. Повикан е в националния отбор на СССР. На Световното първенство през 1958 г. в Швеция, където съветският отбор губи с 0:2 в четвъртфиналите, той е на пейката. През 1959 г. става сребърен медалист от шампионата на СССР. През 1960 г. е сред основните играчи на съветския отбор, който печели първото Европейско първенство.
През 1961 г. по искане на бившия си треньор Бобров се премества в ЦСКА Москва, където изиграва 20 мача и вкарва 3 гола. В крайна сметка се завръща в Локомотив през лятото на 1962 г. Оттогава той изиграва 118 мача за отбора и отбелязва 31 гола. В същото време учи за треньор по футбол.
След края на кариерата си, Бубукин работи като треньор на съветските отбори Локомотив Москва, Таврия, Карпати Лвов. Също така през 1978 г. Бубукин е треньор на ЦСКА Ханой от Виетнам.

## Отличия

### Отборни
Локомотив Москва
- Купа на СССР по футбол: 1957

### Международни
СССР
- Европейско първенство по футбол: 1960

### Треньор
ЦСКА Ханой
- Шампионат на Виетнам: 1978